# Network Rail
Network Rail — британская компания, владелец и оператор железнодорожной инфраструктуры в Великобритании (за исключением Северной Ирландии). Обслуживает компании на рынке пассажирских и грузовых перевозок по железной дороге. Создана в 2002 году вместо ликвидированной государственной компании Railtrack. Штаб-квартира — в Лондоне.
Имущество компании составляют железнодорожные пути общей протяжённостью 20 тысяч миль (свыше 30 тысяч км), система сигнализации, мосты, путепроводы, тоннели и около 2500 станций. 17 крупнейших вокзалов страны (11 из которых расположены в Лондоне) управляются оператором напрямую. По состоянию на 2013 год сеть железных дорог разделена на 10 маршрутов: по одному в Шотландии и Уэльсе, и 8 маршрутов в Англии, каждый из которых берёт своё начало в Лондоне.